# 2008 en Croatie
Chronologie de la Croatie
- 2004
- 2005
- 2006
- 2007
- 2008
- 2009
- 2010
- 2011
- 2012

Cet article présente les faits marquants de l'année 2008 en Croatie.

## Évènements
- Mercredi 12 mars 2008 : ouverture au Tribunal pénal international pour l'ex-Yougoslavie du procès du général Ante Gotovina, où il est inculpé de crimes de guerre et de crimes contre l'humanité. Pour d'autres il est un héros de la libération de son pays.
- Vendredi 4 avril 2008 : visite du président américain George W. Bush.
- Vendredi 30 mai 2008 : le général Mirko Norac est condamné à sept ans de prison par un tribunal croate pour crimes de guerre pendant le conflit 1991-1995. Il est accusé d'avoir violé la convention de Genève sur la protection des populations civiles et le traitement réservé aux prisonniers en n'ayant rien fait pour empêcher les tortures et les meurtres de civils et de prisonniers de guerre serbes aux mains des troupes croates après une incursion dans la zone de Medak. En prison depuis 2001, le général Norac a déjà été condamné pour le meurtre d'une cinquantaine de civils serbes en 1991 dans la ville de Gospić.
- Vendredi 20 juin 2008 : l'équipe de football de la Turquie bât celle de Croatie en quart de finale de l'Euro 2008 à Vienne.
- Vendredi 24 octobre 2008 : un attentat à la voiture piégée tue deux journalistes à Zagreb. L'explosion s'est produite dans la cour du groupe de presse Nacional sur l'avenue Vlaska. Les deux victimes sont Ivo Pukanic, le propriétaire et ex-rédacteur en chef de l'hebdomadaire croate indépendant Nacional et son directeur marketing, Niko Franjic[1].
- Mercredi 17 décembre 2008 : le premier ministre slovène Borut Pahor annonce qu'il allait mettre son veto à l'ouverture de nouveaux chapitres de négociations en vue de l'adhésion de la Croatie à l'Union européenne.